# Базаров, Пирмат
Пирмат Базаров (1904 год, кишлак Джигдалик, Ходжентский уезд, Самаркандская область, Туркестанский край, Российская империя — 1956 год, кишлак Каракчикум, Канибадамский район, Ленинабадская область, Таджикская ССР) — звеньевой колхоза «Коммунизм» Канибадамского района Ленинабадской области, Таджикская ССР. Герой Социалистического Труда (1948).

## Биография
Родился в 1904 году в кишлаке Джигдалик Ходжентского уезда (сегодня — Канибадамский район Согдийской области Таджикистана). Во время коллективизации вступил в колхоз «Инкилаб» Канибадамского района. Трудился рядовым колхозником, звеньевым.
С 1941 года участвовал в Великой Отечественной войне. В 1943 году демобилизовался и возвратился на родину. Трудился звеньевым хлопководческого звена в колхозе «Коммунизм» Канибадамского района.
В 1947 году звено под руководством Пирмата Базарова собрало в среднем с каждого гектара по 92,66 центнера хлопка-сырца на участке площадью 3 гектаров. Указом Президиума Верховного Совета СССР от 1 марта 1948 года удостоен звания Героя Социалистического Труда за «получение высокого урожая хлопка при выполнении колхозом обязательных поставок и натуроплаты за работу МТС в 1947 году и обеспеченности семенами зерновых культур для весеннего сева 1948 года» с вручением ордена Ленина и золотой медали «Серп и Молот».
Этим же указом звания Героя Социалистического Труда за высокие трудовые достижения был удостоен звеньевой Гадой Алиев. В июне 1948 года звание Героя Социалистического Труда получил председатель колхоза «Коммунизм» Канибадамского района Ахмад Самадов.
Проживал в кишлаке Каракчикум Канибадамского района. Трудился в колхозе до своей кончины в 1956 году.
Награды
- Герой Социалистического Труда
- Орден Ленина
- Орден «Знак Почёта» (11.01.1957, посмертно)
- Медаль «За трудовое отличие» (26.06.1954)